# Feliks Kierski
Feliks Kierski (ur. 1884, zm. 3 listopada 1926 w Vence pod Niceą) – polski filozof, psycholog, nauczyciel, tłumacz, encyklopedysta .

## Dzieła
Był współpracownikiem wielu polskich gazet i pism, w których publikował artykuły na tematy literatury, filozofii i kultury. Redagował dziennik "Echo Polskie" wydawane w Moskwie. Był także encyklopedystą, redaktorem dwutomowej "Podręcznej encyklopedii pedagogicznej" wydanej we Lwowie w 1923 roku  . Opublikował:
- Krytyka praktycznego rozumu, tłumaczenie z niemieckiego Immanuela Kanta (1911)[3] ,
- Rozprawa o metodzie dobrego powodowania swoim rozumem i szukania prawdy w naukach, tłum. René Descartesa, (1921),
- Encyklopedia wychowawcza, red. nacz. (1919-1923)[4],
- Podręczna encyklopedia pedagogiczna, red. nacz. (1923-1925)[5] ,
- Jan Henryk Pestalozzi t. 1-3, monografia (1927)